# Sciobia natalia
Sciobia natalia är en insektsart som beskrevs av Andrej Vasiljevitj Gorochov 1985. Sciobia natalia ingår i släktet Sciobia och familjen syrsor. Inga underarter finns listade i Catalogue of Life.